# Inshegra
Inshegra is een dorp ongeveer 3 kilometer ten zuidoosten van Badcall in de Schotse lieutenancy Sutherland in het raadsgebied Highland.